# Culex damascenoi
Culex damascenoi é um espécie de mosquito do género Culex, pertencente à família Culicidae.